# Scutellaria saslayensis
Scutellaria saslayensis là một loài thực vật có hoa trong họ Hoa môi. Loài này được A.Pool mô tả khoa học đầu tiên năm 2006.